# Galerie d'art de Bendigo
La galerie d'art de Bendigo (anglais : Bendigo Art Gallery) est l'une des galeries d'art régionales les plus anciennes et les plus importantes d'Australie. Elle est fondée à Bendigo en 1887.
La galerie organise depuis 2003 le plus important prix de peinture du pays : le Arthur Guy Memorial Painting Prize, dont la dotation s'élève à 50 000 $A.